# Katie Volynets
Katie Volynets (Walnut Creek, 31 dicembre 2001) è una tennista statunitense.

## Biografia
È figlia di immigrati ucraini che si sono stabiliti in Nord California a Walnut Creek. Inizia a giocare a cinque anni e la sua superficie preferita è il cemento all'aperto. È allenata da Mark Orwig dal 2013.

## Carriera

### Juniores
Vince l'Orange Bowl nel 2016 nella categoria under16. 

### Professionismo: primi anni (2017-2023)
Volynets intraprende il professionismo nel 2017, vincendo nell'estate di quell'anno l'USTA National Girls 18 Clay Court al The Racquet Club di Memphis. L'anno successivo ha ottenuto i primi risultati di rilievo, raggiungendo due semifinali a Florence e Norman, e un quarto di finale a Lawrence, tutti tornei da $25,000 partendo dalle qualificazioni.
L'11 agosto 2019 vince gli USTA Girls 18s National Championships battendo in finale Emma Navarro e quindi ottiene una wild-card per il tabellone principale degli US Open. In questa occasione, è sconfitta al primo turno dalla futura vincitrice Bianca Andreescu in due set. Nel mese di novembre conquista la sua prima finale in carriera nel $25,000 di Malibù, dove è poi regolata in tre set dall'italiana Bianca Turati. Nel 2020 perde insieme alla connazionale Sewing la finale del doppio di un torneo ITF a Praga, dopo aver vinto il suo primo incontro nel tabellone principale di un torneo WTA, ad Acapulco, sul cemento.
A maggio 2021 vince il primo titolo ITF, il torneo $100,000 di Bonita Springs. Subito dopo gioca il suo primo tabellone principale passando dalle qualificazioni a Wimbledon dove viene battuta da Begu. In seguito perde cinque incontri consecutivi al primo turno fra due secondi turni ai WTA 125 di Båstad e Columbus. Conclude l'anno alla posizione n.178 e quattro posizioni più in alto nel doppio.
Ad inizio 2022 passa di nuovo le qualificazioni di uno slam, all'Australian Open fermata all'esordio del tabellone principale in terra oceanica da Haddad Maia. Dopo un secondo turno ad Indian Wells vince ad aprile 2022 il secondo titolo ITF in carriera, al $100,000 di Palm Harbor battendo in finale Wang Xiyu in due set. Fra le due semifinale al torneo ITF di $100,000 a Bonita Springs, e all'equivalente torneo di Ilkley, perde al secondo turno del Roland Garros contro Rybakina, e ai quarti di finale al WTA 125 di Concord contro Bernarda Pera. Conclude l'anno con i quarti di finale all'ITF di Las Vegas e la semifinale di Macon, alla posizione n.110 del singolare e una posizione più in alto nel doppio.
Inizia il 2023 ad Auckland dove perde al primo turno contro Venus Williams dopo essere passata attraverso le qualificazioni, così come agli Australian Open dove raggiunge il terzo turno contro Shuai Zheng. In seguito si spinge fino alle semifinali di Austin, risultato che bissa al WTA 125 di Saint Malo dopo una serie di uscite al primo turno, e di nuovo al WTA 125 di Parigi. Esce al primo turno del Roland Garros, e dei successivi tornei su erba, Wimbledon incluso, con l'eccezione del torneo di Bad Homburg dopo passa il turno di qualificazione soltanto. Accede allo Slam casalingo, lo US Open, passando per le qualificazioni, ma perdendo al primo turno contro Wang Xinyu. Conclude la stagione in crescendo con le apparizioni nei tornei ITF di Templeton e Macon dove raggiunge rispettivamente i quarti e le semifinali e a quello messicano di Tampico dove viene fermata, di nuovo ai quarti, da Anna Kalinskaja.

### 2024: primo titolo WTA 125 a Macarsca
Inizia l'anno al WTA 125 di Canberra, dove si spinge fino alle semifinali, eliminata da Harriet Dart. All'Australian Open si ferma al primo turno contro Kalinskaya dopo essere passata dalle qualificazioni. Si sposta in Thailandia, dove raggiunge i quarti contro Yafan Wang. Al successivo WTA 125 di Mumbai fa meglio con la conquista delle semifinali perse di misura contro Storm Hunter. Ad Indian Wells conferma il suo stato di forma battendo in sequenza Mirra Andreeva e Ons Jabeur prima di cedere a Wozniacki in tre set. Raggiunge il secondo turno sia a Miami che a Charleston passando dalle qualificazioni. Nel solito appuntamento annuale col torneo di Saint-Malo raggiunge i quarti, prima di perdere ancora al secondo turno, ma contro Sabalenka, al Masters di Roma, e al secondo turno del Roland Garros contro Vondroušová. Nel successivo torneo WTA 125 di Macarsca, vince la finale in rimonta contro Mayar Sherif. A Wimbledon come all'Open di Francia supera la qualificazioni per fermarsi al secondo turno, stavolta contro Barbora Krejčíková. Nei successivi tornei raccoglie una serie di primi e secondi turni, compresi gli US Open 2024, dove esce al primo turno contro la futura semifinalista Muchova.

## Circuito WTA 125

### Singolare

#### Vittorie (1)
| N. | Data          | Torneo                  | Superficie  | Avversaria in finale | Punteggio     |
| 1. | 9 giugno 2024 | Makarska Open, Macarsca | Terra rossa | Mayar Sherif         | 3–6, 6–2, 6–1 |

#### Sconfitte (1)
| N. | Data           | Torneo                     | Superficie  | Avversaria in finale | Punteggio     |
| 1. | 20 aprile 2025 | Oeiras Ladies Open, Oeiras | Terra rossa | Dalma Gálfi          | 6-4, 1-6, 2-6 |

## Statistiche ITF

### Singolare

#### Vittorie (2)
| Torneo $100.000 (2) |
| Torneo $80.000 (0)  |
| Torneo $60.000 (0)  |
| Torneo $25.000 (0)  |
| Torneo $15.000 (0)  |

| N. | Data           | Torneo                                                   | Superficie  | Avversaria in finale | Punteggio           |
| 1. | 16 maggio 2021 | FineMark Women's Pro Tennis Championship, Bonita Springs | Terra verde | Irina Maria Bara     | 6(4)–7, 7–6(2), 6–1 |
| 2. | 17 aprile 2022 | U.S. Pro Women's Clay Court Championships, Palm Harbor   | Terra verde | Wang Xiyu            | 6–4, 6–3            |

#### Sconfitte (1)
| Torneo $100.000 (0) |
| Torneo $80.000 (0)  |
| Torneo $60.000 (0)  |
| Torneo $25.000 (1)  |
| Torneo $15.000 (0)  |

| N. | Data             | Torneo                               | Superficie | Avversaria in finale | Punteggio     |
| 1. | 10 novembre 2019 | Pepperdine Oracle Pro Series, Malibù | Cemento    | Bianca Turati        | 6–4, 4–6, 4–6 |

### Doppio

#### Sconfitte (1)
| Torneo $100.000 (0) |
| Torneo $80.000 (0)  |
| Torneo $60.000 (0)  |
| Torneo $25.000 (1)  |
| Torneo $15.000 (0)  |

| N. | Data              | Torneo                             | Superficie  | Compagna     | Avversaria in finale            | Punteggio |
| 1. | 13 settembre 2020 | Kuchyne Gorenje Prague Open, Praga | Terra rossa | Sofia Sewing | Anastasia Dețiuc Johana Marková | 2–6, 1–6  |

## Vittorie contro giocatrici top 10
| Stagione | 2023 | 2024 | Totale |
| -------- | ---- | ---- | ------ |
| Vittorie | 1    | 1    | 2      |

| #    | Giocatrice           | Ranking | Evento                          | Superficie | Turno | Punteggio     | Rank. KVR |
| ---- | -------------------- | ------- | ------------------------------- | ---------- | ----- | ------------- | --------- |
| 2023 |                      |         |                                 |            |       |               |           |
| 1.   | Veronika Kudermetova | 9       | Australian Open, Melbourne      | Cemento    | 2T    | 6–4, 2–6, 6–2 | 113       |
| 2024 |                      |         |                                 |            |       |               |           |
| 2.   | Ons Jabeur           | 6       | Indian Wells Open, Indian Wells | Cemento    | 2T    | 6–4, 6–4      | 131       |